# Abaco-Wildpferd
Das Abaco-Wildpferd war eine Pferderasse, die auf den Bahamas und in der Dominikanischen Republik lebte.
Hintergrundinformationen zur Pferdebewertung und -zucht finden sich unter: Exterieur, Interieur und Pferdezucht.

## Herkunft
Die Pferde gehen laut DNA-Analysen auf spanische Vorfahren zurück. Es wird vermutet, dass die Tiere von Kuba für die Holzarbeit auf die Inseln überführt wurden und seitdem dort lebten.

## Bestandsentwicklung
Bis in die 1960er-Jahre zählte der Bestand rund 200 Tiere, danach wurden alle bis auf drei Individuen geschlachtet. Die Population erholte sich bis in die 1990er-Jahre auf rund 35 Pferde. Durch einen Hurrikan wurden sie jedoch aus ihrem Lebensraum vertrieben und mussten in ein Gebiet mit nicht idealen Lebensbedingungen ausweichen. Obwohl Freiwillige durch elektrische Zäune und weitere Schutzmaßnahmen versucht haben, das Fortbestehen der Rasse zu sichern, hat sich ihr Bestand beständig verringert. Die Regierung der Bahamas übertrug der Organisation Wild Horses of Abaco Preservation Society Land, um ein Schutzgebiet einzurichten. Die Rasse, deren Bezeichnung von der Bahamas-Insel Abaco abgeleitet ist, gilt seit dem Tod der letzten Stute „Nunki“ am 23. Juli 2015 als ausgestorben.
Daraufhin kündigte die Wild Horses of Abaco Preservation Society im Oktober 2015 an, durch Fundraising Gelder einzuwerben, um durch somatischen Zellkerntransfer erhaltene Hautzellen der Stute „Nunki“ zu klonen und durch anschließenden Embryotransfer die Rasse wieder zu beleben; die Regierung habe hierfür im Jahr 2017 bereits ihr Einverständnis erklärt. Bislang (Stand: April 2025) gibt es keine Berichte darüber, dass die Ankündigungen umzusetzen versucht wurden.

## Belege
1. ↑  Fact Sheet. In: Wild Horses of Abaco Preservation Society. Abgerufen am 15. April 2020 (englisch).
2. ↑  Bradley Albury: Last Wild Abaco Horse Perishes. In: The Abaconian. 29. Juli 2015, archiviert vom Original (nicht mehr online verfügbar) am 5. September 2019; abgerufen am 15. April 2020 (englisch).
3. ↑  History. In: Wild Horses of Abaco Preservation Society. Abgerufen am 15. April 2020 (englisch).
4. ↑  Abaco Horses: A Short Version of the 40 page Restoration Plan. Auf: arkwild.org, zuletzt abgerufen am 8. April 2021.
5. ↑  The Current Status of the Abaco Island Horse. In: Wild Horses of Abaco Preservation Society. Abgerufen am 15. April 2020 (englisch).
6. ↑  Can Extinct Horse Breeds Be Cloned and Brought Back to Life? Auf: pethelpful.com vom 4. März 2021.